# Ronald Falkoski
Ronald Cardoso Falkoski, mais conhecido como Ronald, (Porto Alegre, 11 de fevereiro de 2003), é um futebolista brasileiro que atua como volante. Atualmente joga no Grêmio.

## Carreira

### Grêmio
Ronald ingressou nas categorias de base do Grêmio em 2010, aos sete anos. Em 8 de junho de 2021, renovou contrato com o clube até dezembro de 2025.
No dia 29 de abril de 2023, Ronald foi promovido ao time titular do Grêmio. Ele fez sua estreia no time profissional - e no Brasileirão - em 22 de julho, sendo titular e marcando o gol da vitória em casa por 1 a 0 sobre o Atlético Mineiro.

## Seleção Brasileira
Nascido no Brasil, Ronald é descendente de poloneses e foi observado pela Federação Polonesa de Futebol sobre a possibilidade de jogar por eles.
Mesmo com o interesse dos poloneses, em dezembro de 2022, Ronald foi convocado para a Seleção Brasileira Sub-20 pelo técnico Ramon Menezes para o Campeonato Sul-Americano de Futebol Sub-20 de 2023, onde, mesmo sendo reserva, atuou em todos os jogos e marcou dois gols, ambos diante do Paraguai, sendo um no último jogo da primeira fase, quando foi titular e capitão, e o outro foi no confronto do hexagonal, a vitória que garantiu a Seleção no Mundial da categoria., Em maio de 2023 ele também foi convocado para a Copa do Mundo FIFA Sub-20 de 2023.
Pela Seleção Brasileira de Futebol Sub-23, Ronald ganhou os Jogos Pan-Americanos de 2023. Em 2024 foi convocado para o Torneio Pré-Olímpico Sul-Americano Sub-23 de 2024.

## Títulos
Grêmio
- Campeonato Gaúcho: 2023 e 2024
- Recopa Gaúcha: 2025

Seleção Brasileira
- Campeonato Sul-Americano de Futebol Sub-20: 2023
- Jogos Pan-Americanos: 2023